# Sandy Park
Sandy Park é um estádio localizado em Exeter, Inglaterra, Reino Unido, possui capacidade total para 13.500 pessoas, é a casa do time de rugby Exeter Chiefs. O estádio foi inaugurado em 2006, também recebeu jogos da Copa do Mundo de Rugby de 2015.